# Seznam památných stromů v okrese Domažlice
Toto je seznam památných stromů v okrese Domažlice, v němž jsou uvedeny památné stromy na území okresu Domažlice.
| Název                               | Obrázek                                   | Umístění                                                      | Druh                                                   | Obvod [v cm] | Kód wikidata      | Galerie                                                              | Poznámka |
| ----------------------------------- | ----------------------------------------- | ------------------------------------------------------------- | ------------------------------------------------------ | --- | ----------------- | -------------------------------------------------------------------- | --- |
| Smrk na Karlově Huti                |                                           | Bělá nad Radbuzou 49°34′41″ s. š., 12°37′59″ v. d.            | smrk ztepilý                                           | 414 | 106296 Q73602019  | Kategorie „Smrk na Karlově Huti“ na Wikimedia Commons                | Strom se nachází v SZ části osady Karlova Huť; stáří cca 120 let. |
| Hruška v poli                       |                                           | Bořice u Domažlic 49°26′2″ s. š., 12°58′45″ v. d.             | hrušeň obecná                                          | 240 | 102602 Q12020784  |                                                                      | JZ od Sedlice v poli |
| Lípy u bývalé bořické hospody       |                                           | Bořice u Domažlic 49°25′34″ s. š., 12°57′49″ v. d.            | lípa velkolistá (4)                                    | & Chyba ve výrazu: Neočekávaný operátor / Chyba ve výrazu: Neočekávaný operátor / Chyba ve výrazu: Neočekávaný operátor / Chyba ve výrazu: Neočekávaný operátor / Chyba ve výrazu: Neočekávaný operátor / Chyba ve výrazu: Neočekávaný operátor / Chyba ve výrazu: Neočekávaný operátor / Chyba ve výrazu: Neočekávaný operátor / Chyba ve výrazu: Neočekávaný operátor / Chyba ve výrazu: Neočekávaný operátor / Chyba ve výrazu: Neočekávaný operátor / Chyba ve výrazu: Neočekávaný operátor / Chyba ve výrazu: Neočekávaný operátor / Chyba ve výrazu: Neočekávaný operátor / Chyba ve výrazu: Neočekávaný operátor / -1.0000-0 | 105211 Q26779845  |                                                                      | U bývalého hostince v Bořicích, nyní v zahradě u rodinného domu; obvod kmenů od 262 cm do 350 vm |
| Lípa v Bystřici u Bělé nad Radbuzou |                                           | Bystřice u Bělé nad Radbuzou 49°34′13″ s. š., 12°42′3″ v. d.  | lípa velkolistá                                        | 395 | 105743 Q26790291  | Kategorie „Lípa v Bystřici u Bělé nad Radbuzou“ na Wikimedia Commons | V severozápadní části bývalé návsi obce Bystřice (Wistersitz) vpravo od silnice u rozcestí směrem na Liščí horu (Fuchsberg) a Novosedly (Neubäu)                                                                                        |
| Dub v Čečíně                        |                                           | Čečín 49°35′49″ s. š., 12°44′40″ v. d.                        | dub letní                                              | 407 | 105755 Q26790302  | Kategorie „Dub v Čečíně“ na Wikimedia Commons                        | U silnice |
| Modřín v Jubilejním hájku           |                                           | Česká Kubice 49°22′35″ s. š., 12°50′19″ v. d.                 | modřín japonský                                        | 224 | 102578 Q12038462  | Kategorie „Modřín v Jubilejním hájku“ na Wikimedia Commons           | V Jubilejním hájku, vysazeném r. 1928 k 10. výročí vzniku Republiky Československé |
| Dubovka v Zapomenutém údolí         |                                           | Dolní Folmava 49°21′15″ s. š., 12°48′37″ v. d.                | dub letní (86)                                         | & Chyba ve výrazu: Neočekávaný operátor / Chyba ve výrazu: Neočekávaný operátor / Chyba ve výrazu: Neočekávaný operátor / Chyba ve výrazu: Neočekávaný operátor / Chyba ve výrazu: Neočekávaný operátor / Chyba ve výrazu: Neočekávaný operátor / Chyba ve výrazu: Neočekávaný operátor / Chyba ve výrazu: Neočekávaný operátor / Chyba ve výrazu: Neočekávaný operátor / Chyba ve výrazu: Neočekávaný operátor / Chyba ve výrazu: Neočekávaný operátor / Chyba ve výrazu: Neočekávaný operátor / Chyba ve výrazu: Neočekávaný operátor / Chyba ve výrazu: Neočekávaný operátor / Chyba ve výrazu: Neočekávaný operátor / -1.0000-0 | 105421 Q26791047  |                                                                      | Podél nepoužívané cesty a zaniklého umělého náhonu od bývalé osady Bystřice (Fuxova Huť, Fuchsova Huť, Fichtenbach) z Chladné Bystřice směrem k Folmavě                                                                                 |
| Fremuthova jedle                    |                                           | Dolní Folmava 49°22′26″ s. š., 12°47′27″ v. d.                | jedle bělokorá                                         | 383 | 102583 Q12017833  |                                                                      | V lesním porostu, který je součástí navržené genové základny, na svahu, asi 1 km J od Čerchova |
| Smrk u zámečku                      |                                           | Dolní Folmava 49°22′5″ s. š., 12°47′24″ v. d.                 | smrk ztepilý                                           | 435 | 102582 Q12055052  |                                                                      | V lesním porostu na svahu, u zámečku, asi 1,5 km od Čerchova, v údolí Chladné Bystřice u rybníčka |
| Vavřinecké lípy                     | Vavřinecké lípy                           | Domažlice 49°25′14″ s. š., 12°54′38″ v. d.                    | lípa velkolistá (4)                                    | & Chyba ve výrazu: Neočekávaný operátor / Chyba ve výrazu: Neočekávaný operátor / Chyba ve výrazu: Neočekávaný operátor / Chyba ve výrazu: Neočekávaný operátor / Chyba ve výrazu: Neočekávaný operátor / Chyba ve výrazu: Neočekávaný operátor / Chyba ve výrazu: Neočekávaný operátor / Chyba ve výrazu: Neočekávaný operátor / Chyba ve výrazu: Neočekávaný operátor / Chyba ve výrazu: Neočekávaný operátor / Chyba ve výrazu: Neočekávaný operátor / Chyba ve výrazu: Neočekávaný operátor / Chyba ve výrazu: Neočekávaný operátor / Chyba ve výrazu: Neočekávaný operátor / Chyba ve výrazu: Neočekávaný operátor / -1.0000-0 | 104679 Q11877990  |                                                                      | okolo kaple sv. Vavřince, tradičního poutního místa Chodska |
| Dub u gymnázia                      | Gymnázium J. Š. Baara, památný dub vpravo | Domažlice 49°26′31″ s. š., 12°55′33″ v. d.                    | dub letní                                              | 320 | 102581 Q11832845  |                                                                      | komunikace mezi budovami gymnázia J.Š. Baara na Pivovarské ulici |
| Ořešák v Doubravce                  | Ořešák v Doubravce                        | Doubravka u Bělé nad Radbuzou 49°35′3″ s. š., 12°45′11″ v. d. | ořešák královský                                       | 308 | 105756 Q26790303  | Kategorie „Ořešák v Doubravce“ na Wikimedia Commons                  | V obci |
| Jilm v Novém Dvoře                  |                                           | Holýšov 49°36′20″ s. š., 13°5′56″ v. d.                       | jilm vaz                                               | 436 | 105694 Q26790239  |                                                                      | V centru osady mezi rybníkem a komunikací |
| Tanaberské lípy                     |                                           | Hájek u Všerub 49°21′22″ s. š., 13°0′48″ v. d.                | lípa velkolistá (8)                                    | 310, 365, 475, 196, 198, 270, 330, 303 | 105393 Q26779848  | Kategorie „Tanaberské lípy“ na Wikimedia Commons                     | V blízkosti kostela sv. Anny |
| Alej ke sv. Anně                    |                                           | Horšovský Týn 49°31′22″ s. š., 12°55′30″ v. d.                | lípa velkolistá (5) lípa malolistá (41)                | & Chyba ve výrazu: Neočekávaný operátor / Chyba ve výrazu: Neočekávaný operátor / Chyba ve výrazu: Neočekávaný operátor / Chyba ve výrazu: Neočekávaný operátor / Chyba ve výrazu: Neočekávaný operátor / Chyba ve výrazu: Neočekávaný operátor / Chyba ve výrazu: Neočekávaný operátor / Chyba ve výrazu: Neočekávaný operátor / Chyba ve výrazu: Neočekávaný operátor / Chyba ve výrazu: Neočekávaný operátor / Chyba ve výrazu: Neočekávaný operátor / Chyba ve výrazu: Neočekávaný operátor / Chyba ve výrazu: Neočekávaný operátor / Chyba ve výrazu: Neočekávaný operátor / Chyba ve výrazu: Neočekávaný operátor / -1.0000-0 | 102579 Q10768532  | Kategorie „Alej ke sv. Anně“ na Wikimedia Commons                    | Oboustranná alej od silnice Horšovský Týn-Mašovice k areálu kostela a jako jednostranná končí kolmo u silnice Plzeň-HP Folmava |
| Javor pod zámkem                    |                                           | Horšovský Týn 49°31′45″ s. š., 12°56′30″ v. d.                | javor klen                                             | 515 | 102577 Q12024267  | Kategorie „Javor pod zámkem“ na Wikimedia Commons                    | Na zámecké terase v jižní zahradě pod zámkem, blízko budovy bývalé pošty |
| Javor u Vdovského domu              |                                           | Horšovský Týn 49°31′50″ s. š., 12°56′32″ v. d.                | javor klen                                             | 505 | 102576 Q12024266  | Kategorie „Javor u Vdovského domu“ na Wikimedia Commons              | V zámecké parku před budovou Vdovského domu |
| Hříchovická lípa †                  |                                           | Hříchovice                                                    | lípa velkolistá                                        | 380 | 104490            |                                                                      | Stáří cca 300 let. Ochrana zrušena 9. května 1995. |
| Vondráškuc lípa                     |                                           | Chodov 49°25′11″ s. š., 12°49′53″ v. d.                       | lípa velkolistá                                        | 330 | 106397 Q107093792 | Kategorie „Vondráškuc lípa“ na Wikimedia Commons                     | U křížku mezi cestami |
| Stromořadí na Šibenici              |                                           | Kdyně 49°23′17″ s. š., 13°3′9″ v. d.                          | jasan ztepilý (1) lípa velkolistá (11)                 | & Chyba ve výrazu: Neočekávaný operátor / Chyba ve výrazu: Neočekávaný operátor / Chyba ve výrazu: Neočekávaný operátor / Chyba ve výrazu: Neočekávaný operátor / Chyba ve výrazu: Neočekávaný operátor / Chyba ve výrazu: Neočekávaný operátor / Chyba ve výrazu: Neočekávaný operátor / Chyba ve výrazu: Neočekávaný operátor / Chyba ve výrazu: Neočekávaný operátor / Chyba ve výrazu: Neočekávaný operátor / Chyba ve výrazu: Neočekávaný operátor / Chyba ve výrazu: Neočekávaný operátor / Chyba ve výrazu: Neočekávaný operátor / Chyba ve výrazu: Neočekávaný operátor / Chyba ve výrazu: Neočekávaný operátor / -1.0000-0 | 102587 Q12056605  | Kategorie „Stromořadí na Šibenici“ na Wikimedia Commons              | Jednostranná alej severně až severozápadně od obce, podél cesty na kopci mezi poli k šibenici; 1 lípa (první směrem od obce Brnířov) zlomena v roce 2000, ponechána jako torzo; obvod kmenů: od 170 cm do 230 cm; výška od 19 m do 24 m |
| Bílkovský dub                       | Bílkovský dub                             | Kout na Šumavě 49°24′49″ s. š., 13°0′30″ v. d.                | dub letní                                              | 453 | 102596 Q11706485  | Kategorie „Bílkovský dub“ na Wikimedia Commons                       | Na východní straně Novodvorského rybníka, mezi rybníkem a návrším Bělka; stáří cca 300 let. |
| Bílkovský javor                     | Bílkovský javor                           | Kout na Šumavě 49°24′46″ s. š., 13°0′31″ v. d.                | javor klen                                             | 490 | 102598 Q11706486  | Kategorie „Bílkovský javor“ na Wikimedia Commons                     | Na okraji lesa na východní straně Novodvorského rybníka, asi 300 m od hráze; stáří cca 300 let. |
| Dub nad Spáleným rybníkem           |                                           | Kout na Šumavě 49°24′30″ s. š., 13°0′38″ v. d.                | dub letní                                              | 561 | 102592 Q11832139  |                                                                      | Na louce nad Spáleným rybníkem vysazeno za Stadionů. |
| Dub u Váchalovského mlýna †         |                                           | Kout na Šumavě                                                | dub letní                                              | 775 | 105669 Q121682580 |                                                                      | U cesty poblíž mlýna. Ochrana zrušena 9. prosince 1992. |
| Dub v třešnové rovci                |                                           | Kout na Šumavě 49°24′40″ s. š., 13°1′12″ v. d.                | dub letní                                              | 690 | 102595 Q11833040  | Kategorie „Dub v třešnové rovci“ na Wikimedia Commons                | V rokli SV od Starého dvora mezi poli; stáří cca 500 let |
| Duby nad rybníkem Bílka             |                                           | Kout na Šumavě 49°24′30″ s. š., 13°0′31″ v. d.                | dub letní (2)                                          | 449, 424 | 105468 Q26779853  | Kategorie „Duby nad rybníkem Bílka“ na Wikimedia Commons             | Na okraji lesa u polní cesty nad rybníkem |
| Duby v Pekle                        |                                           | Kout na Šumavě 49°24′15″ s. š., 13°0′55″ v. d.                | dub letní (3)                                          | 615,502,443 | 105466 Q26779851  |                                                                      | Na okraji lesa v blízkosti jezírek v lokalitě "Peklo" |
| Jasan u Starého Dvora               |                                           | Kout na Šumavě 49°24′32″ s. š., 13°0′59″ v. d.                | jasan ztepilý                                          | 534 | 105467 Q26790051  | Kategorie „Jasan u Starého Dvora“ na Wikimedia Commons               | Na začátku části obce Starý Dvůr |
| Lípa u Krysálů                      | Lípa u Krysálů                            | Kout na Šumavě 49°24′52″ s. š., 13°0′32″ v. d.                | lípa velkolistá                                        | 553 | 102597 Q12034663  | Kategorie „Lípa u Krysálů“ na Wikimedia Commons                      | U severozápadního okraje Novodvorského rybníka, mezi polem a polní cestou; stáří cca 300 let. |
| Lípa za Bečvárnou †                 |                                           | Kout na Šumavě                                                | lípa velkolistá                                        | 450 | 105668 Q121682670 |                                                                      | Na louce u cesty. Ochrana zrušena 9. prosince 1992. |
| Starodvorské duby                   |                                           | Kout na Šumavě 49°24′36″ s. š., 13°1′6″ v. d.                 | dub letní (4)                                          | 500,506,535,590 | 102590 Q12056100  | Kategorie „Starodvorské duby“ na Wikimedia Commons                   | obvod kmenů: 500 cm, 506 cm, 535 cm, 590 cm, výška od 18 do 22 m; stáří cca 400 let |
| U Čtyřech lip                       |                                           | Kout na Šumavě 49°24′22″ s. š., 13°0′39″ v. d.                | lípa velkolistá (1) lípa obecná (1) lípa malolistá (2) | 511,348,332,320 | 102588 Q11877056  | Kategorie „U čtyřech lip“ na Wikimedia Commons                       | U cesty směrem na Starý dvůr, kdysi mezi nimi křížek; obvod kmenů: 511, 348, 332, 320 cm, stáří cca 200 let |
| Zámecká lípa                        | Zámecká lípa Kout na Šumavě               | Kout na Šumavě 49°24′28″ s. š., 13°0′3″ v. d.                 | lípa velkolistá                                        | 521 | 105394 Q26789838  | Kategorie „Zámecká lípa (Kout na Šumavě)“ na Wikimedia Commons       | Před zámkem |
| Loučimské lípy                      |                                           | Loučim 49°21′58″ s. š., 13°6′37″ v. d.                        | lípa velkolistá (4)                                    | & Chyba ve výrazu: Neočekávaný operátor / Chyba ve výrazu: Neočekávaný operátor / Chyba ve výrazu: Neočekávaný operátor / Chyba ve výrazu: Neočekávaný operátor / Chyba ve výrazu: Neočekávaný operátor / Chyba ve výrazu: Neočekávaný operátor / Chyba ve výrazu: Neočekávaný operátor / Chyba ve výrazu: Neočekávaný operátor / Chyba ve výrazu: Neočekávaný operátor / Chyba ve výrazu: Neočekávaný operátor / Chyba ve výrazu: Neočekávaný operátor / Chyba ve výrazu: Neočekávaný operátor / Chyba ve výrazu: Neočekávaný operátor / Chyba ve výrazu: Neočekávaný operátor / Chyba ve výrazu: Neočekávaný operátor / -1.0000-0 | 102584 Q12034022  | Kategorie „Loučimské lípy“ na Wikimedia Commons                      | obvod kmenů: od 300 cm do 360 cm, výška od 23 m do 25 m |
| Čepičkovo dub na Pile               | Čepičkovo dub na Pile                     | Lučina u Nemanic 49°26′52″ s. š., 12°41′20″ v. d.             | dub letní                                              | 395 | 106132 Q47068638  | Kategorie „Čepičkovo dub na Pile“ na Wikimedia Commons               | V blízkosti lesní cesty cca 80 m severovýchodně od lokality Pila nacházející se cca 1,5 km západně od zaniklé obce Mýtnice, cca 0,5 km jižně od kopce Mlýnský vrch a cca 1 km severovýchodně od vrchu Skalka                            |
| Grafenriedské lípy                  | Grafenriedské lípy                        | Lučina u Nemanic 49°26′ s. š., 12°40′50″ v. d.                | lípa malolistá (2)                                     | 298, 420 | 105452 Q26779847  | Kategorie „Grafenriedské lípy“ na Wikimedia Commons                  | V obci na návsi u křížku před kostelem |
| Luženická lípa                      |                                           | Luženice 49°28′6″ s. š., 12°53′34″ v. d.                      | lípa malolistá                                         | 340 | 102599 Q12034475  |                                                                      | U cesty a kříže na sever od Luženic; stáří cca 300 let. |
| Nemanické duby                      | Nemanické duby                            | Nemanice 49°26′24″ s. š., 12°43′22″ v. d.                     | dub letní (3)                                          | 510, 370, 410 | 106137 Q47089148  | Kategorie „Nemanické duby“ na Wikimedia Commons                      | V severozápadní části obce Nemanice nedaleko křižovatky na osadu Novosedly, v blízkosti obecního fotbalového hřiště. |
| Osvračínský jinan                   |                                           | Osvračín 49°30′48″ s. š., 13°2′46″ v. d.                      | jinan dvoulaločný                                      | 190 | 102601 Q12043134  |                                                                      | na dvoře ZD |
| Lípa ve Staré Pasečnici             | Lípa                                      | Pasečnice 49°23′33″ s. š., 12°53′41″ v. d.                    | lípa velkolistá                                        | 440 | 102593 Q12034710  | Kategorie „Lípa ve Staré Pasečnici“ na Wikimedia Commons             | Před domem čp. 30 u příjezdové komunikace; stáří cca 400 let |
| Pivoňské lípy I                     | Pivoňské lípy I                           | Pivoň 49°29′15″ s. š., 12°44′18″ v. d.                        | lípa velkolistá (2)                                    | 480, 550 | 102586 Q12045467  | Kategorie „Pivoňské lípy I.“ na Wikimedia Commons                    | U vstupu do kláštera, spojitost s rodem Coudenhove-Callergi; obvod kmenů: 550 cm, 480 cm |
| Pivoňské lípy II                    |                                           | Pivoň 49°29′21″ s. š., 12°44′28″ v. d.                        | lípa velkolistá (3)                                    | 545, 570, 440 | 102585 Q12045469  | Kategorie „Pivoňské lípy II.“ na Wikimedia Commons                   | Před a za hřbitovem; obvod kmenů 553 cm, 555 cm, 445 cm |
| Dub u Obecního lesa                 |                                           | Poběžovice 49°30′25″ s. š., 12°50′3″ v. d.                    | dub letní                                              | 305 | 105973 Q26790595  | Kategorie „Dub u Obecního lesa“ na Wikimedia Commons                 | Na okraji lesa u polní cesty, která je součástí naučné stezky Těžba živců na Poběžovicku u informační tabule č. 6 |
| Duby u Zámělíče                     |                                           | Poběžovice 49°30′39″ s. š., 12°50′4″ v. d.                    | dub letní (2)                                          | 260, 260 | 105946 Q26779854  | Kategorie „Duby u Zámělíče“ na Wikimedia Commons                     | V remízku mezi poli jihovýchodně od obce těsně za zastaveným územím |
| Lípa u hřbitova                     |                                           | Poběžovice 49°31′3″ s. š., 12°48′14″ v. d.                    | lípa velkolistá                                        | 785 | 102580 Q12034676  | Kategorie „Poběžovická lípa“ na Wikimedia Commons                    | u silnice naproti vchodu na hřbitov |
| Zámecký buk                         |                                           | Poběžovice 49°30′41″ s. š., 12°48′24″ v. d.                   | buk lesní                                              | 360 | 102573 Q10937670  | Kategorie „Zámecký buk“ na Wikimedia Commons                         | V zámeckém parku |
| Nuzarovská lípa                     |                                           | Postřekov 49°28′6″ s. š., 12°44′38″ v. d.                     | lípa malolistá                                         | 445 | 106131 Q47471171  | Kategorie „Nuzarovská lípa“ na Wikimedia Commons                     | V lesním porostu v blízkosti zaniklé obce Nuzarov (Nimvorgut) ležící zhruba 1 km od zaniklé obce Valtířov při cestě z Nového Kramolína přes Vranovské sedlo do Nemanic                                                                  |
| Sikova lípa                         |                                           | Rudoltice u Černíkova 49°24′42″ s. š., 13°8′21″ v. d.         | lípa malolistá                                         | 651 | 102591 Q12054240  |                                                                      | Na zahradě za domem čp.16 ve střední části obce; stáří cca 400 let |
| Semošické lípy †                    |                                           | Semošice                                                      | lípa malolistá (2)                                     | & Chyba ve výrazu: Neočekávaný operátor / Chyba ve výrazu: Neočekávaný operátor / Chyba ve výrazu: Neočekávaný operátor / Chyba ve výrazu: Neočekávaný operátor / Chyba ve výrazu: Neočekávaný operátor / Chyba ve výrazu: Neočekávaný operátor / Chyba ve výrazu: Neočekávaný operátor / Chyba ve výrazu: Neočekávaný operátor / Chyba ve výrazu: Neočekávaný operátor / Chyba ve výrazu: Neočekávaný operátor / Chyba ve výrazu: Neočekávaný operátor / Chyba ve výrazu: Neočekávaný operátor / Chyba ve výrazu: Neočekávaný operátor / Chyba ve výrazu: Neočekávaný operátor / Chyba ve výrazu: Neočekávaný operátor / -1.0000-0 | 104489            |                                                                      | Obvod kmenů: 490 cm, 610 cm, výška 28 m; stáří cca 400 let. Ochrana zrušena 15. září 1994. |
| Sezemínská lípa                     | Sezemínská lípa                           | Sezemín 49°30′1″ s. š., 12°44′19″ v. d.                       | lípa velkolistá                                        | 540 | 102574 Q12051582  | Kategorie „Sezemínská lípa“ na Wikimedia Commons                     | Na bývalé návsi v obci u starého kamenného křížku |
| Klen Na Šmelci                      | javor klen                                | Srby u Horšovského Týna 49°32′37″ s. š., 12°51′30″ v. d.      | javor klen                                             | 430 | 105688 Q26790235  | Kategorie „Klen na Šmelci“ na Wikimedia Commons                      | V místě zaniklé usedlosti „Ferdinandsthal“ u historického náhonu z Radbuzy k vodním nádržím v horšovské oboře. |
| Trhanovská alej (Lomikarova alej)   | Trhanovská alej                           | Trhanov 49°25′32″ s. š., 12°50′39″ v. d.                      | lípa velkolistá                                        | & Chyba ve výrazu: Neočekávaný operátor / Chyba ve výrazu: Neočekávaný operátor / Chyba ve výrazu: Neočekávaný operátor / Chyba ve výrazu: Neočekávaný operátor / Chyba ve výrazu: Neočekávaný operátor / Chyba ve výrazu: Neočekávaný operátor / Chyba ve výrazu: Neočekávaný operátor / Chyba ve výrazu: Neočekávaný operátor / Chyba ve výrazu: Neočekávaný operátor / Chyba ve výrazu: Neočekávaný operátor / Chyba ve výrazu: Neočekávaný operátor / Chyba ve výrazu: Neočekávaný operátor / Chyba ve výrazu: Neočekávaný operátor / Chyba ve výrazu: Neočekávaný operátor / Chyba ve výrazu: Neočekávaný operátor / -1.0000-0 | 102589 Q12059631  | Kategorie „Trhanovská alej“ na Wikimedia Commons                     | U Újezda mezi Trhanovem a Novým Hamrem směrem na Klenčí |
| Stromy u Týnských Hájů              |                                           | Třebnice 49°28′27″ s. š., 12°56′3″ v. d.                      | lípa velkolistá dub letní                              | mnohokmen dvojkmen | 106376            |                                                                      | Stromy rostou u zaniklých božích muk u cesty na rozhraní pole a lesa, 180 metrů od silnice II/193 Horšovský Týn - Domažlice v těsné blízkosti oploceného vodního zdroje.                                                                |
| Jehlíkova lípa                      |                                           | Úboč 49°26′20″ s. š., 13°5′16″ v. d.                          | lípa obecná                                            | 480 | 102594 Q12024439  |                                                                      | Na hrázi Úbočského rybníka; stáří cca 350 let |
| Hamerský dub                        |                                           | Újezd u Domažlic 49°26′ s. š., 12°51′5″ v. d.                 | dub letní                                              | 360 | 102603 Q12018923  |                                                                      | V remízku mezi poli |
| Pastýřova hruška                    | Pastýřova hruška                          | Únějovice 49°27′15″ s. š., 13°7′37″ v. d.                     | hrušeň obecná                                          | 480 | 102600 Q12043919  | Kategorie „Pastýřova hruška“ na Wikimedia Commons                    | V lese Cikánovka |
| Vranovské jasany                    |                                           | Vranov u Mnichova 49°28′37″ s. š., 12°43′59″ v. d.            | jasan ztepilý (2)                                      | 394, 414 | 102575 Q11937657  | Kategorie „Vranovské jasany“ na Wikimedia Commons                    | při hlavní silnici na JZ konci obce; obvod kmenů: 394 cm, 414 cm, výška 25 m |
| Vranovské jilmy                     |                                           | Vranov u Mnichova 49°28′47″ s. š., 12°44′15″ v. d.            | jilm horský (2)                                        | 355, 362 | 105422 Q26779857  | Kategorie „Vranovské jilmy“ na Wikimedia Commons                     | Na severním okraji obce u silnice na Pivoň |
| Jilm ve Friedrichshofu †            |                                           | Závist u Rybníku 49°30′35″ s. š., 12°40′43″ v. d.             | jilm horský                                            | 414 | 105742 Q26790290  |                                                                      | V osadě Bedřichov (Friedrichshof) u silnice III. třídy cca 0,5 km od obce Rybník směrem k osadě Závist na břehu bývalého rybníčku (Mühlweiher) a náhonu (Mühlbach) nad řekou Radbuzou. Ochrana zrušena 20. června 2016                  |